# 布魯克斯冰原島峰
84°59′S 66°18′W / 84.983°S 66.300°W
布魯克斯冰原島峰（英語：Brooks Nunatak）是南極洲的冰原島峰，位於伊利沙伯女皇地，屬於彭薩科拉山脈中帕圖克森特山脈的一部分，海拔高度1,615米，美國地質調查局根據測量和該國海軍的空中照片繪入地圖，現時由南極條約體系管理。